# أوليفر بوث ديكنسون
أوليفر بوث ديكنسون (بالإنجليزية: Oliver Booth Dickinson)‏ هو محامي وقاضي أمريكي، ولد في 25 سبتمبر 1857، وتوفي في 16 سبتمبر 1939.